# 陳復生
陳復生（英語：Katie Chan Fok-sang，1960年10月21日—），現名陳薇光，前香港女藝人，於1970年代至1990年代曾為無綫電視及亞洲電視演員、主持及專欄作家。她在1989年退出娛樂圈，自1980年代起活躍於社會服務至今。又會籌備一些影視節目，並擔任製片工作。其名字「復生」由外婆所改，寓意在失敗挫折中永不放棄，創造復甦而有生氣的局面。

## 背景
陈复生是家中的獨生女，父親是佳藝電視訓練班導師，任職配音組領班及編劇。母親是香港電台的一名播音員。陳早年在九龍窩打老道近太平道的住宅，畢業於香港培道小學（1972年小六）以及香港培道中學（1977年中五）。自幼受父母在娱乐圈工作的影响，热爱艺术；在学时一方面读书，另一方面為電視或電影作品配音和在無綫電視及丽的电视演出。1972年十二歲時由父親的朋友馮淬帆引領參演了首套電視劇集《春暉》。十五岁主持現場兒童節目《開心地》及《查根問底》主持。另外，她求學階段曾代表學校參加校外籃球比賽。既於就讀小學四年級期間參加校際朗誦節，又於中學期間加入合唱團及話劇組。完成小學二年級便主動向校方提出跳級入讀小學四年級要求，結果較原本入學年齡早一年修畢整個小學課程。1977年中五畢業後，為了有利自己在演藝界發展而開始在香港浸会大学修读預科，一年後再修讀該校传理系（電影電視專修），同时兼顾无线电视幕前演出。本於1982年畢業的她，早於1975年得到周梁淑怡賞識（透過福音電台同事曾勵珍及父親徒弟程乃根關係認識梁氏）签约無綫電視，成为当时最年轻的兼職合约主持。1976年代表電視台主持跟加拿大电视台合作的青少年节目。1979年在《大公报》及《文汇报》长期执笔两个专栏，亦在其它报刊编写专栏。
此後在1982年至1984年間，陳復生獲邀至新加坡、泰国、马来西亚、美国洛杉矶、旧金山、大西洋城、拉斯维加斯等地举行个人演巡回唱会。其中於1985年獲旧金山當地政府邀请頒授荣誉奖章。1985年12月約滿無綫電視，因發展不好不再續約。同年向劉家昌學習歌藝和為銀鳳影業拍攝劇集錄映帶，並自行成立制作公司，从事广告、影视摄制等幕后工作及经常往世界各地演出。又再被周梁淑怡相中一度轉投亞洲電視。而在1985年至1988年，陳復生先後在加拿大温哥华、广东湛江廣播电视台、美國及台灣举行慈善演唱会。1987年受中華民國總統蔣經國邀请，获当时的副总统李登輝接见。在該段時期，即1985年至1989年，她留在台灣發展演藝事業。1995年，首次出品及监制电影《海根》，替多間大学及香港六十多间慈善机构筹款，获多个慈善团体及前政务司陈方安生女士颁发奖状。电影更被医管局选为心理教材来医治病人。1995年至今，陳一直从事社会公益活动和大众媒体工作，定期为《人民日报》海外版、人民日报社旗下网站《人民网》及《中国日报网》撰写专栏。2006年在加利福尼亞州投資成立的華語電視台「洛杉磯第26台」。2013年及2014年，她分別在国家大剧院及香港浸会大学協办了《中国梦——纪念周恩来诞辰115周年音乐会》和纪实片《感恩东来爱香江》的放映活動。

## 其他資料
2002年，陳復生获香港尖沙咀街坊福利会委任荣誉会长，2009年任山西运城市经济顾问，2010年被《中国日报》聘为评论专员。及後於2012年成为香港孔教学院副院长，2013年被委任为中国海外交流协会理事。翌年被委任为中国中共文献研究会理事至今。2015年，陳復生成为全国港澳研究会会员。其餘擔任的社會服務崗位尚有陈复生基金主席、中国人民对外友好协会全国理事、中国法学会社会法学研究会理事、中国妇女发展基金会理事、中国前外交官联谊会特邀顾问、中国新四军研究会顾问（2002年）、北京港澳台侨海外联谊会副会长、超艺理想文化学会荣誉会长、北京市大兴经济顾问及荣誉市民（2003年）、河南省焦作市经济顾问及荣誉市民（2002年）以及香港浸會大学基金永远榮譽主席。

## 家庭生活
陳復生與何東舜銘於1989年在泰國註冊結婚，二人育有一子一女；2010年離婚。

## 演出作品
*以下列表只記錄陳復生演出過的影視作品，若有遺漏，請協助補充相關資料。

### 電視劇（無綫電視）
| 首播   | 名稱                     | 角色       | 備註                |
| 1972年 | 春暉                     |            |                     |
| 1973年 | 變                       |            |                     |
| 1976年 | 三年零八個月             | 阿霞       |                     |
| 1976年 | 楊貴妃                   | 菊兒       |                     |
| 1976年 | 江湖小子                 | 何大妹     |                     |
| 1976年 | 大江南北                 | 小雲雀童年 |                     |
| 1976年 | 北斗星                   |            |                     |
| 1976年 | 無花果                   |            |                     |
| 1976年 | 書劍恩仇錄               |            |                     |
| 1976年 | 陸小鳳                   | 葉秀珠     |                     |
| 1976年 | 民間傳奇之岳飛           | 興兒       |                     |
| 1976年 | 香港傳奇                 | 老闆女兒   | 第3集《老人與少女》 |
| 1976年 | CID                      |            |                     |
| 1977年 | 民間傳奇之梁山伯与祝英台 | 人心       |                     |
| 1978年 | 陆小凤之武当之战         | 葉靈       |                     |
| 1978年 | 小李飞刀之魔剑侠情       | 林鈴鈴     |                     |
| 1978年 | 萧十一郎                 | 小公子     |                     |
| 1978年 | 倚天屠龙记               | 朱九真     |                     |
| 1978年 | 孤家寡人                 | 阿良妹妹   |                     |
| 1980年 | 京華春夢                 | 金露丝     |                     |
| 1981年 | 荳芽夢                   | Brenda     |                     |
| 1981年 | 前路                     | 雷懿芳     |                     |
| 1981年 | 他的一生                 | 包穎心     |                     |
| 1982年 | 天龍八部                 | 阿紫       |                     |
| 1983年 | 神鵰俠侶                 | 陸無雙     |                     |
| 1983年 | 奶奶早晨                 | 冼秀蓮     |                     |
| 1983年 | 鬼咁夠運                 | 葉婷       |                     |
| 1984年 | 笑傲江湖                 | 藍鳳凰     |                     |
| 1984年 | 碧血洗銀槍               | 大碗       |                     |
| 1984年 | 黃金約會                 | 克爽       |                     |
| 1985年 | 碧血剑                   | 孫仲君     |                     |
| 1985年 | 楊家將                   | 藍采和     |                     |
| 1985年 | 好女當差                 | 金碧玉     |                     |

### 電視劇（麗的電視/亞洲電視）
| 首播   | 名稱           | 角色       | 備註 |
| 1973年 | 名門淑女       | 四妹       |      |
| 1974年 | 一家六口       | 丁茵女兒   |      |
| 1986年 | 九月鷹飛       | 上官小仙   |      |
| 1988年 | 满清十三皇朝之乾隆 | 富察氏皇后 |      |
| 1991年 | 鐵手無情       |            |      |

### 電視劇（其他）
| 首播   | 名稱             | 角色     | 備註     |
| 1977年 | 獅子山下之投訴   | 阿怡     | 香港電台 |
| 1977年 | 獅子山下之五子衰 | 林少英   | 香港電台 |
| 1978年 | 獅子山下之麻雀仔 | Joey     | 香港電台 |
| 1978年 | 屋簷下之逆       | 阿燕     | 香港電台 |
| 1987年 | 双雄奇缘         | 小倩     | 中華電視 |
| 1987年 | 神仙一把抓       | 米小七   | 中華電視 |
| 1987年 | 新孟麗君         | 蘇映雪   | 中華電視 |
| 1988年 | 八千里路云和月   | 完颜金娜 | 中華電視 |

### 電影
- 1978年：O女 飾 青葉妹妹
- 1980年：出錯綽頭發錯財

### 節目主持（無綫電視）
- 1975年：开心地
- 1978年至1982年：查根问底
- 1978年至1982年：每事問
- 1978年至1982年：K-100[註 5]
- 2002年：全線大搜查（嘉賓主持）

### 節目主持（其他）
- 1987年：超級巨星賀端陽（華視）
- 2018年：一帶一路醫藥行
- 2021年：園繫香江百載情（由鳳凰衛視香港台播映）

### 參與節目
- 1980年：歡樂滿東華（演出「三娘教子」；無綫電視）
- 1987年：群星爭輝（嘉賓；台視）[42]
- 1988年：洪源賀歲（賀年特輯；台視）[43]
- 1988年：龍年行大運（賀年特輯；台視）[43]
- 2006年：百法百眾（嘉賓；無綫電視）
- 2017年：今日VIP（第145集嘉賓；無綫電視）

## 影視製作
- 1995年：海根（出品及監製）
- 2010年：弹道（出品）
- 2014年：感恩东来爱香江（出品及監製）
- 2015年至2019年：復興新生系列（出品及監製）
- 2018年：一帶一路醫藥行（監製）
- 2020年：三歲定八十·幼兒教育（監製）
- 2021年：園繫香江百載情（監製、主持）

## 文字創作
- 1979年：在香港大公报 文汇报长期撰写每日专栏
- 1980年：创办《享受》月刊杂志兼担任总编辑，邀请杰出华人作定期封面专访
- 1990年：在香港《城市周刊》定期撰写专栏《奇珍异宝》，介绍及评论古董珠宝和钟表等艺术藏品。
- 2010年至今：定期为人民日报海外版、人民日报旗下网站人民网及中国日报网撰写专栏